# Alfonso Robles
Alfonso García Robles (ur. 20 marca 1911 w Zamora, zm. 2 września 1991 w Meksyku) – meksykański polityk i dyplomata.

## Życiorys
Studiował prawo w Meksyku, a następnie na Uniwersytecie Paryskim  i w Haskiej Akademii Prawa Międzynarodowego.
W 1939 roku rozpoczął pracę w meksykańskiej służbie dyplomatycznej. W 1945 roku był uczestnikiem konferencji założycielskiej ONZ w San Francisco. W latach 1962−1964 był ambasadorem Meksyku w Brazylii, następnie w latach 1964−1971 Sekretarzem Stanu w Ministerstwie Spraw Zagranicznych.
W latach 1971−1975 był stałym przedstawicielem Meksyku przy ONZ, następnie do roku 1976 był ministrem spraw zagranicznych Meksyku, a w roku 1977 przedstawicielem Meksyku na Konferencję Rozbrojeniową w Genewie.
Po kryzysie kubańskim w 1962 roku popierał politykę wykluczenia broni jądrowej w Ameryce Łacińskiej. Od 1964 roku przewodniczył także komisji przygotowującej traktat o utworzeniu w Ameryce Łacińskiej strefy bezatomowej (Traktat z Tlatelolco, 1967).
Za działalność na rzecz rozbrojenia został uhonorowany pokojową nagrodą Nobla w 1982 roku (razem ze Szwedką Alvą Myrdal).
Autor wielu prac z dziedziny prawa międzynarodowego.